# شبه‌جزیره شاندونگ
شبه‌جزیره شاندونگ (انگلیسی: Shandong Peninsula)یک شبه‌جزیره در شاندونگ در شرق چین، بین دریای بوهای در شمال و دریای زرد در جنوب است. این نام به شرق و جیاوژو (شاندونگ) اشاره دارد.